# Andreas Müller (Journalist)
Andreas Müller (* 1962 in Freiburg im Breisgau) ist ein deutscher Journalist.

## Leben
Müller begann seine journalistische Laufbahn als freier Mitarbeiter der Badischen Zeitung von 1979 bis 1983. Nach einer Ausbildung zum Reserveoffizier von 1981 bis 1983 absolvierte Müller von 1983 bis 1985 ein Volontariat bei der Stuttgarter Zeitung. Dort ist er seither Redakteur, seit 1995 Korrespondent für Themen der Landespolitik, seit 2012 ressortübergreifend für investigative Recherchen zuständig. 2010 war er einer der Autoren des von Josef-Otto Freudenreich herausgegebenen Buches Die Taschenspieler: verraten und verkauft in Deutschland.

## Auszeichnungen
- 1995: Franz-Karl-Maier-Preis der Tagesspiegel-Stiftung (Förderpreis)
- 1998: Wächterpreis der deutschen Tagespresse (2. Preis) für einen Artikel in der Stuttgarter Zeitung über fragwürdiges Verhalten von hochrangigen Finanzbeamten des Landes Baden-Württemberg in Steuerangelegenheiten[1]
- 2012: Otto-Brenner-Preis (1. Preis) der IG-Metall-Wissenschaftsstiftung für seine Artikelserie in der Stuttgarter Zeitung über die EnBW-Affäre[2]